# Aliança d'Estats del Sahel
L'Aliança d'Estats del Sahel (AES) és una confederació constituïda per Mali, Níger i Burkina Faso. Es va originar com un pacte de defensa mútua format el 16 de setembre de 2023 després de la crisi del Níger del 2023, en què el bloc polític de la Comunitat Econòmica dels Estats de l'Àfrica Occidental (CEDEAO) va amenaçar d'intervenir militarment per a restaurar el govern civil després d'un cop d'estat al Níger a principis d'aquell any. Els tres estats membres són antics membres de la CEDEAO i actualment estan sota el control de juntes militars després d'una sèrie de cops d'estat reeixits, el cop d'estat de Mali del 2021, el cop d'estat de Burkina Faso del setembre del 2022 i el cop d'estat al Níger de 2023.

## Història
Dins del territori de l'AES operen diversos grups armats jihadistes, com ara l'ISSP i Jama'at Nasr al-Islam wal Muslimin, i diversos rebels separatistes que lluiten al nord de Mali, com ara la Coordinació dels Moviments de l'Azawad. El 2024 l'AES va tallar les relacions militars amb les potències occidentals i va substituir les forces militars occidentals al seu territori per mercenaris russos, concretament del Grup Wagner. També ha tallat les relacions diplomàtiques i ha expulsat ambaixadors d'alguns països occidentals com ara Suècia després de declaracions crítiques sobre el seu apropament a Rússia.
L'objectiu declarat de la confederació és reunir recursos per a construir infraestructures energètiques i de comunicacions, establir un mercat comú, implementar una unió monetària, permetre la lliure circulació de persones, facilitar la industrialització i invertir en agricultura, mines i el sector energètic, amb l'objectiu final de federar-se en un únic estat sobirà. La confederació està en contra del neocolonialisme i ho ha demostrat amb actes com ara la degradació de l'estatus de la llengua francesa i la substitució dels noms colonials dels carrers. També té una perspectiva antifrancesa i antiCEDEAO, ja que està en desacord amb les seves polítiques.
Les perspectives econòmiques per als països de l'AES són positives (Burkina 5,494%, Mali 3,751% i Níger 9,869% de creixement del PIB el 2024), amb Níger convertint-se en la tercera economia de més ràpid creixement del món i l'economia de més ràpid creixement d'Àfrica el 2024. Les nacions de l'AES es troben entre les menys desenvolupades del món segons l'índex de desenvolupament humà. Factors com ara períodes prolongats de governança corrupta, influències geopolítiques externes, grups jihadistes  i acords comercials desiguals que no milloraven les infraestructures ni proporcionaven beneficis mínims a les poblacions locals, van contribuir als desajustos econòmics i socials en aquests països. Per definició, els països de l'AES es consideren antidemocràtics, ja que els seus governs militars van arribar al poder mitjançant un cop d'estat. L'ONG Amnistia Internacional ha acusat els governs de l'AES de participar en violacions dels drets humans, com ara detencions arbitràries, desaparicions forçades i massacres de civils.
Tots els estats de l'AES s'han compromès a suspendre el règim militar i tornar al règim civil, però aquests plans s'han endarrerit en cadascun d'aquests països a mesura que els governs treballen en pro de la integració, mentre que els governs de transició després d'un cop d’estat són percebuts com a representatius de l'aspiració i la voluntat populars.